# ثلاثية الألوان: أزرق
ثلاثية الألوان: أزرق (بالفرنسية: Trois couleurs: Bleu)‏ هو فيلم دراما فرنسي من إخراج البولندي كريستوف كيشلوفسكي سنة 1993، وبطولة جولييت بينوش.
وهو الجزء الأول من ثلاثية الألوان (الأزرق – الأبيض – الأحمر)، تلك الألوان التي ترمز لمبادئ الثورة الفرنسية من حرية ومساواة وإخاء.
ترشّح العمل لثلاث جوائز الغولدن غلوب، ويعتبر أحد أهم الأفلام الأوروبية.

## القصة
تدور أحداث الفيلم حول «جولي» التي تُصاب في حادث يروح ضحيته زوجها وطفلتها، الأمر الذي يتسبب في اكتئابها وشعورها بالفَقد الشديد، حتى إنها تُقدم على الانتحار هربًا من الحياة وحدها بعد رحيل أعز الناس لديها، خاصةً مع عدم قدرة والدتها على التعرُّف عليها بسبب إصابتها بمرض ألزهايمر.
وحين تفشل محاولة الانتحار تختار البطلة العزلة بديلًا، فتقوم بتأجير شقة بباريس للهرب من الماضي والتحايل على الحاضر، إلا أن الأيام والأحداث تضطرها من جديد للتعامل مع الواقع واسترجاع الذكريات من أجل إيجاد حلول لبعض المشكلات التي فرضت نفسها عليها.

## روابط خارجية
- ثلاثية الألوان: أزرق على موقع IMDb (الإنجليزية)
- ثلاثية الألوان: أزرق على موقع ميتاكريتيك (الإنجليزية)
- ثلاثية الألوان: أزرق على موقع الموسوعة البريطانية (الإنجليزية)
- ثلاثية الألوان: أزرق على موقع روتن توميتوز (الإنجليزية)
- ثلاثية الألوان: أزرق على موقع نتفليكس (الإنجليزية)
- ثلاثية الألوان: أزرق على موقع قاعدة بيانات الأفلام العربية
- ثلاثية الألوان: أزرق على موقع ألو سيني (الفرنسية)
- ثلاثية الألوان: أزرق على موقع Turner Classic Movies (الإنجليزية)
- ثلاثية الألوان: أزرق على موقع أول موفي (الإنجليزية)
- ثلاثية الألوان: أزرق على موقع بوكس أوفيس موجو (الإنجليزية)